# Tuffi ai campionati mondiali di nuoto 2023 - Trampolino 3 metri sincro maschile
La gara dei tuffi dal trampolino 3 metri sincro maschile dei campionati mondiali di nuoto 2023 è stata disputata il 15 luglio 2023 presso la Piscina della Prefettura di Fukuoka di Fukuoka . La gara, alla quale hanno preso parte 27 coppie di atleti provenienti da altrettante nazioni, si è svolta in due turni, in ognuno dei quali le coppie hanno eseguito una serie di sei tuffi.
La competizione è stata vinta dalla coppia cinese Long Daoyi e Wang Zongyuan, mentre l'argento e il bronzo sono andati rispettivamente ai britannici Anthony Harding e Jack Laugher e ai francesi Jules Bouyer e Alexis Jandard.

## Programma
| Data           | Ora (UTC+9) | Turno       |
| -------------- | ----------- | ----------- |
| 15 luglio 2023 | 09:00       | Preliminari |
| 15 luglio 2023 | 18:00       | Finale      |

## Risultati
| Pos.    | Nazione         | Atleti                                     | Preliminari | Preliminari | Finale          | Finale          |
| Pos.    | Nazione         | Atleti                                     | Punti       | Pos.        | Punti           | Pos.            |
| ------- | --------------- | ------------------------------------------ | ----------- | ----------- | --------------- | --------------- |
| Oro     | Cina            | Long Daoyi Wang Zongyuan                   | 451,44      | 1           | 456,33          | 1               |
| Argento | Gran Bretagna   | Anthony Harding Jack Laugher               | 383,46      | 3           | 424,62          | 2               |
| Bronzo  | Francia         | Jules Bouyer Alexis Jandard                | 344,85      | 11          | 389,10          | 3               |
| 4       | Stati Uniti     | Tyler Downs Greg Duncan                    | 362,94      | 7           | 385,23          | 4               |
| 5       | Spagna          | Adrián Abadía Nicolás García               | 370,62      | 6           | 383,61          | 5               |
| 6       | Italia          | Lorenzo Marsaglia Giovanni Tocci           | 384,69      | 2           | 380,97          | 6               |
| 7       | Giappone        | Yuto Araki Haruki Suyama                   | 359,04      | 8           | 375,90          | 7               |
| 8       | Svizzera        | Guillaume Dutoit Jonathan Suckow           | 342,69      | 12          | 372,33          | 8               |
| 9       | Polonia         | Kacper Lesiak Andrzej Rzeszutek            | 349,29      | 9           | 370,50          | 9               |
| 10      | Spagna          | Timo Barthel Lars Rüdiger                  | 383,04      | 4           | 370,26          | 10              |
| 11      | Messico         | Juan Manuel Celaya Rodrigo Diego López     | 382,08      | 5           | 369,75          | 11              |
| 12      | Nuova Zelanda   | Sam Fricker Li Shixin                      | 348,06      | 10          | 356,49          | 12              |
| 13      | Austria         | Alexander Hart Nikolaj Schaller            | 341,16      | 13          | Non qualificati | Non qualificati |
| 14      | Giamaica        | Yohan Eskrick-Parkinson Yona Knight-Wisdom | 339,18      | 14          | Non qualificati | Non qualificati |
| 15      | Croazia         | David Ledinski Matej Nevešćanin            | 335,73      | 15          | Non qualificati | Non qualificati |
| 16      | Rep. Dominicana | Frandiel Gómez José Ruvalcaba              | 335,31      | 16          | Non qualificati | Non qualificati |
| 17      | Colombia        | Daniel Restrepo Luis Uribe                 | 334,32      | 17          | Non qualificati | Non qualificati |
| 18      | Corea del Sud   | Woo Ha-ram Yi Jae-gyeong                   | 331,62      | 18          | Non qualificati | Non qualificati |
| 19      | Malaysia        | Ooi Tze Liang Muhammad Syafiq Puteh        | 326,73      | 19          | Non qualificati | Non qualificati |
| 20      | Nuova Zelanda   | Liam Stone Frazer Tavener                  | 325,32      | 20          | Non qualificati | Non qualificati |
| 21      | Ucraina         | Oleh Kolodij Danylo Konovalov              | 325,23      | 21          | Non qualificati | Non qualificati |
| 22      | Brasile         | Rafael Fogaça Raphael Max                  | 301,68      | 22          | Non qualificati | Non qualificati |
| 23      | Indonesia       | Tri Anggoro Priambodo Adityo Restu Putra   | 281,01      | 23          | Non qualificati | Non qualificati |
| 24      | Grecia          | Theofilos Afthinos Nikolaos Molvalis       | 262,95      | 24          | Non qualificati | Non qualificati |
| 25      | Georgia         | Sandro Melikidze Tornike Onikashvili       | 251,34      | 25          | Non qualificati | Non qualificati |
| 26      | Hong Kong       | Robben Yiu Pak Yin Curtis Yuen             | 229,89      | 26          | Non qualificati | Non qualificati |
| 27      | Macao           | He Heung Wing Zhang Hoi                    | 200,04      | 27          | Non qualificati | Non qualificati |